# Stenocyamops thaii
Stenocyamops thaii är en tvåvingeart som beskrevs av Papp 2006. Stenocyamops thaii ingår i släktet Stenocyamops och familjen savflugor.
Artens utbredningsområde är Thailand. Inga underarter finns listade i Catalogue of Life.